# Lista över fornlämningar i Norrköpings kommun (Kimstad)
Lista över fornlämningar i Norrköpings kommun (Kimstad) är en förteckning av ett urval av de fornlämningar som finns i Kimstad i Norrköpings kommun.
| Namn                           | Lämningstyp                      | Tillkomsttid | Historisk indelning   | Plats | Läge                 | ID-nr          | Bild                                      |
| ------------------------------ | -------------------------------- | ------------ | --------------------- | ----- | -------------------- | -------------- | ----------------------------------------- |
| Kimstad 1:1                    | Gravfält                         |              | Kimstad, Östergötland |       | 58.566797, 15.993911 | 10044400010001 | Ladda upp en bild av detta fornminne      |
| Kimstad 2:1                    | Hög                              |              | Kimstad, Östergötland |       | 58.567241, 15.995036 | 10044400020001 | Ladda upp en bild av detta fornminne      |
| Kimstad 2:2                    | Hög                              |              | Kimstad, Östergötland |       | 58.567018, 15.995128 | 10044400020002 | Ladda upp en bild av detta fornminne      |
| Kimstad 5:1                    | Gravfält                         |              | Kimstad, Östergötland |       | 58.558340, 16.004376 | 10044400050001 | Ladda upp en bild av detta fornminne      |
| Kimstad 6:1                    | Gravfält                         |              | Kimstad, Östergötland |       | 58.556788, 16.001675 | 10044400060001 | Ladda upp en bild av detta fornminne      |
| Kimstad 7:1                    | Stensättning                     |              | Kimstad, Östergötland |       | 58.555353, 15.997382 | 10044400070001 | Ladda upp en bild av detta fornminne      |
| Kimstad 7:2                    | Stensättning                     |              | Kimstad, Östergötland |       | 58.555158, 15.997563 | 10044400070002 | Ladda upp en bild av detta fornminne      |
| Kimstad 8:1                    | Stensättning                     |              | Kimstad, Östergötland |       | 58.554848, 15.994825 | 10044400080001 | Ladda upp en bild av detta fornminne      |
| Kimstad 9:1                    | Gravfält                         |              | Kimstad, Östergötland |       | 58.546831, 15.982213 | 10044400090001 | Ladda upp en bild av detta fornminne      |
| Kimstad 11:1                   | Gravfält                         |              | Kimstad, Östergötland |       | 58.555218, 15.981005 | 10044400110001 | Ladda upp en bild av detta fornminne      |
| Kimstad 12:1                   | Stensättning                     |              | Kimstad, Östergötland |       | 58.544865, 15.975928 | 10044400120001 | Ladda upp en bild av detta fornminne      |
| Kimstad 13:1                   | Gravfält                         |              | Kimstad, Östergötland |       | 58.547931, 15.978562 | 10044400130001 | Ladda upp en bild av detta fornminne      |
| Kimstad 16:1                   | Gravfält                         |              | Kimstad, Östergötland |       | 58.550843, 16.007990 | 10044400160001 | Ladda upp en bild av detta fornminne      |
| Kimstad 17:1                   | Stensättning                     |              | Kimstad, Östergötland |       | 58.553282, 16.015664 | 10044400170001 | Ladda upp en bild av detta fornminne      |
| Kimstad 17:2                   | Stensättning                     |              | Kimstad, Östergötland |       | 58.553263, 16.015516 | 10044400170002 | Ladda upp en bild av detta fornminne      |
| Kimstad 17:3                   | Grav markerad av sten/block      |              | Kimstad, Östergötland |       | 58.553155, 16.014651 | 10044400170003 | Ladda upp en bild av detta fornminne      |
| Kimstad 28:1                   | Stensättning                     |              | Kimstad, Östergötland |       | 58.550016, 16.011636 | 10044400280001 | Ladda upp en bild av detta fornminne      |
| Kimstad 28:2                   | Stensättning                     |              | Kimstad, Östergötland |       | 58.550083, 16.011789 | 10044400280002 | Ladda upp en bild av detta fornminne      |
| Kimstad 29:1                   | Gravfält                         |              | Kimstad, Östergötland |       | 58.544799, 16.011275 | 10044400290001 | Ladda upp en bild av detta fornminne      |
| Kimstad 30:1                   | Stensättning                     |              | Kimstad, Östergötland |       | 58.544804, 16.008726 | 10044400300001 | Ladda upp en bild av detta fornminne      |
| Kimstad 31:1                   | Stensättning                     |              | Kimstad, Östergötland |       | 58.546025, 16.005165 | 10044400310001 | Ladda upp en bild av detta fornminne      |
| Kimstad 31:2                   | Stensättning                     |              | Kimstad, Östergötland |       | 58.545932, 16.005098 | 10044400310002 | Ladda upp en bild av detta fornminne      |
| Kimstad 34:1                   | Gravfält                         |              | Kimstad, Östergötland |       | 58.542049, 15.994721 | 10044400340001 | Ladda upp en bild av detta fornminne      |
| Kimstad 37:1                   | Gravfält                         |              | Kimstad, Östergötland |       | 58.540986, 15.985944 | 10044400370001 | Ladda upp en bild av detta fornminne      |
| Kimstad 39:1                   | Stensättning                     |              | Kimstad, Östergötland |       | 58.538166, 15.980093 | 10044400390001 | Ladda upp en bild av detta fornminne      |
| Kimstad 40:1                   | Stensättning                     |              | Kimstad, Östergötland |       | 58.537999, 15.981687 | 10044400400001 | Ladda upp en bild av detta fornminne      |
| Kimstad 41:1                   | Runristning                      |              | Kimstad, Östergötland |       | 58.539643, 15.973836 | 10044400410001 | Ladda upp en bild av detta fornminne      |
| Kimstad 42:1                   | Runristning                      |              | Kimstad, Östergötland |       | 58.539710, 15.973730 | 10044400420001 | Ladda upp en bild av detta fornminne      |
| Kimstad 44:1                   | Stensättning                     |              | Kimstad, Östergötland |       | 58.548311, 15.971931 | 10044400440001 | Ladda upp en bild av detta fornminne      |
| Kimstad 44:2                   | Stensättning                     |              | Kimstad, Östergötland |       | 58.548396, 15.971888 | 10044400440002 | Ladda upp en bild av detta fornminne      |
| Kimstad 44:3                   | Stensättning                     |              | Kimstad, Östergötland |       | 58.548475, 15.971840 | 10044400440003 | Ladda upp en bild av detta fornminne      |
| Kimstad 44:4                   | Stensättning                     |              | Kimstad, Östergötland |       | 58.548534, 15.971715 | 10044400440004 | Ladda upp en bild av detta fornminne      |
| Kimstad 45:1                   | Stensättning                     |              | Kimstad, Östergötland |       | 58.552199, 15.945712 | 10044400450001 | Ladda upp en bild av detta fornminne      |
| Kimstad 47:1                   | Stensättning                     |              | Kimstad, Östergötland |       | 58.552286, 15.962758 | 10044400470001 | Ladda upp en bild av detta fornminne      |
| Kimstad 48:1                   | Gravfält                         |              | Kimstad, Östergötland |       | 58.552820, 15.968194 | 10044400480001 | Ladda upp en bild av detta fornminne      |
| Kimstad 49:1                   | Gravfält                         |              | Kimstad, Östergötland |       | 58.553509, 15.969726 | 10044400490001 | Ladda upp en bild av detta fornminne      |
| Kimstad 50:1                   | Stensättning                     |              | Kimstad, Östergötland |       | 58.554467, 15.970424 | 10044400500001 | Ladda upp en bild av detta fornminne      |
| Kimstad 51:1                   | Gravfält                         |              | Kimstad, Östergötland |       | 58.553909, 15.968821 | 10044400510001 | Ladda upp en bild av detta fornminne      |
| Kimstad 53:1                   | Stensättning                     |              | Kimstad, Östergötland |       | 58.557576, 15.962720 | 10044400530001 | Ladda upp en bild av detta fornminne      |
| Kimstad 54:1                   | Stensättning                     |              | Kimstad, Östergötland |       | 58.552452, 15.974773 | 10044400540001 | Ladda upp en bild av detta fornminne      |
| Kimstad 55:1                   | Gravfält                         |              | Kimstad, Östergötland |       | 58.556011, 15.971760 | 10044400550001 | Ladda upp en bild av detta fornminne      |
| Kimstad 56:1                   | Gravfält                         |              | Kimstad, Östergötland |       | 58.557871, 15.965996 | 10044400560001 | Ladda upp en bild av detta fornminne      |
| Kimstad 57:1                   | Gravfält                         |              | Kimstad, Östergötland |       | 58.563305, 15.961879 | 10044400570001 | Ladda upp en bild av detta fornminne      |
| Kimstad 58:1                   | Gravfält                         |              | Kimstad, Östergötland |       | 58.563761, 15.959569 | 10044400580001 | Ladda upp en bild av detta fornminne      |
| Kimstad 59:1                   | Stensättning                     |              | Kimstad, Östergötland |       | 58.568393, 15.963490 | 10044400590001 | Ladda upp en bild av detta fornminne      |
| Kimstad 60:1                   | Hög                              |              | Kimstad, Östergötland |       | 58.567822, 15.964361 | 10044400600001 | Ladda upp en bild av detta fornminne      |
| Kimstad 60:2                   | Stensättning                     |              | Kimstad, Östergötland |       | 58.567891, 15.964211 | 10044400600002 | Ladda upp en bild av detta fornminne      |
| Kimstad 61:1                   | Gravfält                         |              | Kimstad, Östergötland |       | 58.564598, 15.952089 | 10044400610001 | Ladda upp en bild av detta fornminne      |
| Kimstad 62:1                   | Stensättning                     |              | Kimstad, Östergötland |       | 58.564082, 15.947001 | 10044400620001 | Ladda upp en bild av detta fornminne      |
| Kimstad 63:1                   | Gravfält                         |              | Kimstad, Östergötland |       | 58.562641, 15.942104 | 10044400630001 | Ladda upp en bild av detta fornminne      |
| Kimstad 64:1                   | Gravfält                         |              | Kimstad, Östergötland |       | 58.560092, 15.935995 | 10044400640001 | Ladda upp en bild av detta fornminne      |
| Kimstad 65:1                   | Gravfält                         |              | Kimstad, Östergötland |       | 58.536591, 15.991637 | 10044400650001 | Ladda upp en bild av detta fornminne      |
| Kimstad 67:1                   | Gravfält                         |              | Kimstad, Östergötland |       | 58.537312, 15.995779 | 10044400670001 | Ladda upp en bild av detta fornminne      |
| Kimstad 68:1                   | Gravfält                         |              | Kimstad, Östergötland |       | 58.539045, 15.997655 | 10044400680001 | Ladda upp en bild av detta fornminne      |
| Kimstad 69:1                   | Stensättning                     |              | Kimstad, Östergötland |       | 58.537729, 16.004138 | 10044400690001 | Ladda upp en bild av detta fornminne      |
| Kimstad 70:1                   | Gravfält                         |              | Kimstad, Östergötland |       | 58.537746, 16.003227 | 10044400700001 | Ladda upp en bild av detta fornminne      |
| Kimstad 71:1                   | Stensättning                     |              | Kimstad, Östergötland |       | 58.538669, 16.004432 | 10044400710001 | Ladda upp en bild av detta fornminne      |
| Kimstad 72:1                   | Gravfält                         |              | Kimstad, Östergötland |       | 58.538120, 16.006308 | 10044400720001 | Ladda upp en bild av detta fornminne      |
| Kimstad 73:1                   | Gravfält                         |              | Kimstad, Östergötland |       | 58.537097, 16.007374 | 10044400730001 | Ladda upp en bild av detta fornminne      |
| Kimstad 74:1                   | Stensättning                     |              | Kimstad, Östergötland |       | 58.536216, 16.009435 | 10044400740001 | Ladda upp en bild av detta fornminne      |
| Kimstad 75:1                   | Gravfält                         |              | Kimstad, Östergötland |       | 58.533532, 16.005517 | 10044400750001 | Ladda upp en bild av detta fornminne      |
| Kung Eriks grav (Kimstad 76:1) | Stensättning                     |              | Kimstad, Östergötland |       | 58.529219, 16.016990 | 10044400760001 | Ladda upp en bild av detta fornminne      |
| Kimstad 77:1                   | Gravfält                         |              | Kimstad, Östergötland |       | 58.533643, 16.015511 | 10044400770001 | Ladda upp en bild av detta fornminne      |
| Kimstad 78:1                   | Stensättning                     |              | Kimstad, Östergötland |       | 58.534818, 16.012441 | 10044400780001 | Ladda upp en bild av detta fornminne      |
| "Grötkullen" (Kimstad 79:1)    | Gravfält                         |              | Kimstad, Östergötland |       | 58.526974, 16.018465 | 10044400790001 | Ladda upp en bild av detta fornminne      |
| Kimstad 80:1                   | Gravfält                         |              | Kimstad, Östergötland |       | 58.526930, 16.022100 | 10044400800001 | Ladda upp en bild av detta fornminne      |
| Kimstad 81:1                   | Stensättning                     |              | Kimstad, Östergötland |       | 58.530263, 16.021205 | 10044400810001 | Ladda upp en bild av detta fornminne      |
| Kimstad 82:1                   | Fornborg                         |              | Kimstad, Östergötland |       | 58.530250, 16.027197 | 10044400820001 | Ladda upp en bild av detta fornminne      |
| "Landsjö holme" (Kimstad 84:1) | Borg                             |              | Kimstad, Östergötland |       | 58.522963, 16.036135 | 10044400840001 | Ladda upp en bild av detta fornminne      |
| Kimstad 87:1                   | Stensättning                     |              | Kimstad, Östergötland |       | 58.524400, 16.004401 | 10044400870001 | Ladda upp en bild av detta fornminne      |
| Kimstad 89:1                   | Gravfält                         |              | Kimstad, Östergötland |       | 58.532350, 15.989159 | 10044400890001 | Ladda upp en bild av detta fornminne      |
| Kimstad 90:1                   | Stensättning                     |              | Kimstad, Östergötland |       | 58.502215, 15.983568 | 10044400900001 | Ladda upp en bild av detta fornminne      |
| Kimstad 90:2                   | Stensättning                     |              | Kimstad, Östergötland |       | 58.502703, 15.984045 | 10044400900002 | Ladda upp en bild av detta fornminne      |
| Kimstad 90:3                   | Stensättning                     |              | Kimstad, Östergötland |       | 58.503104, 15.984678 | 10044400900003 | Ladda upp en bild av detta fornminne      |
| "Munkeboda" (Kimstad 91:1)     | Borg                             |              | Kimstad, Östergötland |       | 58.512150, 15.968223 | 10044400910001 | Ladda upp en till bild av detta fornminne |
| Henriksborg (Kimstad 92:1)     | Borg                             |              | Kimstad, Östergötland |       | 58.511098, 15.962889 | 10044400920001 | Ladda upp en bild av detta fornminne      |
| Borgsbergen (Kimstad 93:1)     | Fornborg                         |              | Kimstad, Östergötland |       | 58.514433, 15.951096 | 10044400930001 | Ladda upp en bild av detta fornminne      |
| Kimstad 95:1                   | Stensättning                     |              | Kimstad, Östergötland |       | 58.529451, 15.956139 | 10044400950001 | Ladda upp en bild av detta fornminne      |
| Kimstad 95:2                   | Stensättning                     |              | Kimstad, Östergötland |       | 58.529433, 15.955971 | 10044400950002 | Ladda upp en bild av detta fornminne      |
| Kimstad 95:3                   | Stensättning                     |              | Kimstad, Östergötland |       | 58.529398, 15.955298 | 10044400950003 | Ladda upp en bild av detta fornminne      |
| Kimstad 95:4                   | Stensättning                     |              | Kimstad, Östergötland |       | 58.529406, 15.956300 | 10044400950004 | Ladda upp en bild av detta fornminne      |
| Kimstad 99:2                   | Stensättning                     |              | Kimstad, Östergötland |       | 58.552531, 15.918622 | 10044400990002 | Ladda upp en bild av detta fornminne      |
| Kimstad 103:1                  | Stensättning                     |              | Kimstad, Östergötland |       | 58.568921, 15.964237 | 10044401030001 | Ladda upp en bild av detta fornminne      |
| Kimstad 104:1                  | Fornborg                         |              | Kimstad, Östergötland |       | 58.546672, 16.011698 | 10044401040001 | Ladda upp en bild av detta fornminne      |
| Kimstad 105:1                  | Stensättning                     |              | Kimstad, Östergötland |       | 58.534146, 16.015146 | 10044401050001 | Ladda upp en bild av detta fornminne      |
| Kimstad 105:2                  | Stensättning                     |              | Kimstad, Östergötland |       | 58.533906, 16.015450 | 10044401050002 | Ladda upp en bild av detta fornminne      |
| Kimstad 106:1                  | Gravfält                         |              | Kimstad, Östergötland |       | 58.553883, 15.974540 | 10044401060001 | Ladda upp en bild av detta fornminne      |
| Kimstad 107:1                  | Gravfält                         |              | Kimstad, Östergötland |       | 58.503887, 15.970467 | 10044401070001 | Ladda upp en bild av detta fornminne      |
| Kimstad 114:1                  | Stensättning                     |              | Kimstad, Östergötland |       | 58.534236, 16.006509 | 10044401140001 | Ladda upp en bild av detta fornminne      |
| Kimstad 118:1                  | Stensättning                     |              | Kimstad, Östergötland |       | 58.570320, 15.961714 | 10044401180001 | Ladda upp en bild av detta fornminne      |
| Kimstad 119:1                  | Stensättning                     |              | Kimstad, Östergötland |       | 58.571025, 15.955528 | 10044401190001 | Ladda upp en bild av detta fornminne      |
| Kimstad 122:1                  | Stensättning                     |              | Kimstad, Östergötland |       | 58.561757, 15.972503 | 10044401220001 | Ladda upp en bild av detta fornminne      |
| Kimstad 133:1                  | Gravfält                         |              | Kimstad, Östergötland |       | 58.555441, 15.945324 | 10044401330001 | Ladda upp en bild av detta fornminne      |
| Kimstad 149:1                  | Stensättning                     |              | Kimstad, Östergötland |       | 58.529319, 15.993505 | 10044401490001 | Ladda upp en bild av detta fornminne      |
| Kimstad 149:2                  | Stensättning                     |              | Kimstad, Östergötland |       | 58.529456, 15.993490 | 10044401490002 | Ladda upp en bild av detta fornminne      |
| Kimstad 149:3                  | Stensättning                     |              | Kimstad, Östergötland |       | 58.529548, 15.993744 | 10044401490003 | Ladda upp en bild av detta fornminne      |
| Kimstad 149:4                  | Stensättning                     |              | Kimstad, Östergötland |       | 58.529488, 15.992686 | 10044401490004 | Ladda upp en bild av detta fornminne      |
| Kimstad 150:1                  | Husgrund, förhistorisk/medeltida |              | Kimstad, Östergötland |       | 58.521927, 16.006336 | 10044401500001 | Ladda upp en bild av detta fornminne      |
| Kimstad 152:1                  | Stensättning                     |              | Kimstad, Östergötland |       | 58.520205, 16.007533 | 10044401520001 | Ladda upp en bild av detta fornminne      |
| Kimstad 152:2                  | Stensättning                     |              | Kimstad, Östergötland |       | 58.520167, 16.007745 | 10044401520002 | Ladda upp en bild av detta fornminne      |
| Kimstad 154:1                  | Stensättning                     |              | Kimstad, Östergötland |       | 58.552044, 16.016565 | 10044401540001 | Ladda upp en bild av detta fornminne      |
| Kimstad 158:1                  | Stensättning                     |              | Kimstad, Östergötland |       | 58.510158, 16.039886 | 10044401580001 | Ladda upp en bild av detta fornminne      |
| Kimstad 179:1                  | Stensättning                     |              | Kimstad, Östergötland |       | 58.495963, 15.967218 | 10044401790001 | Ladda upp en bild av detta fornminne      |
| Kimstad 185:1                  | Stensättning                     |              | Kimstad, Östergötland |       | 58.550244, 16.022635 | 10044401850001 | Ladda upp en bild av detta fornminne      |
| Kimstad 187:1                  | Stensättning                     |              | Kimstad, Östergötland |       | 58.521531, 15.981658 | 10044401870001 | Ladda upp en bild av detta fornminne      |
| Kimstad 190:1                  | Stensättning                     |              | Kimstad, Östergötland |       | 58.528445, 15.995028 | 10044401900001 | Ladda upp en bild av detta fornminne      |
| Kimstad 191:1                  | Stensättning                     |              | Kimstad, Östergötland |       | 58.536223, 16.008268 | 10044401910001 | Ladda upp en bild av detta fornminne      |
| Kimstad 194:1                  | Stensättning                     |              | Kimstad, Östergötland |       | 58.543936, 16.005647 | 10044401940001 | Ladda upp en bild av detta fornminne      |
| Kimstad 197:1                  | Stensättning                     |              | Kimstad, Östergötland |       | 58.564789, 15.960972 | 10044401970001 | Ladda upp en bild av detta fornminne      |
| Kimstad 204:1                  | Stensättning                     |              | Kimstad, Östergötland |       | 58.557817, 15.955251 | 10044402040001 | Ladda upp en bild av detta fornminne      |
| Kimstad 204:2                  | Stensättning                     |              | Kimstad, Östergötland |       | 58.557898, 15.955136 | 10044402040002 | Ladda upp en bild av detta fornminne      |
| Kimstad 216:1                  | Stensättning                     |              | Kimstad, Östergötland |       | 58.522183, 16.000229 | 10044402160001 | Ladda upp en bild av detta fornminne      |
| Kimstad 216:2                  | Stensättning                     |              | Kimstad, Östergötland |       | 58.522175, 16.000047 | 10044402160002 | Ladda upp en bild av detta fornminne      |
| Kimstad 221:1                  | Stensättning                     |              | Kimstad, Östergötland |       | 58.537227, 15.988584 | 10044402210001 | Ladda upp en bild av detta fornminne      |
| Kimstad 221:2                  | Stensättning                     |              | Kimstad, Östergötland |       | 58.537298, 15.988730 | 10044402210002 | Ladda upp en bild av detta fornminne      |
| Kimstad 222:1                  | Gravfält                         |              | Kimstad, Östergötland |       | 58.543663, 15.981459 | 10044402220001 | Ladda upp en bild av detta fornminne      |
| Kimstad 223:1                  | Stensättning                     |              | Kimstad, Östergötland |       | 58.542979, 15.981748 | 10044402230001 | Ladda upp en bild av detta fornminne      |
| Kimstad 223:2                  | Stensättning                     |              | Kimstad, Östergötland |       | 58.542972, 15.981559 | 10044402230002 | Ladda upp en bild av detta fornminne      |
| Kimstad 224:1                  | Gravfält                         |              | Kimstad, Östergötland |       | 58.546111, 15.986230 | 10044402240001 | Ladda upp en bild av detta fornminne      |
| Kimstad 226:1                  | Stensättning                     |              | Kimstad, Östergötland |       | 58.552796, 15.983783 | 10044402260001 | Ladda upp en bild av detta fornminne      |
| Kimstad 232:1                  | Gravfält                         |              | Kimstad, Östergötland |       | 58.553790, 15.953444 | 10044402320001 | Ladda upp en bild av detta fornminne      |
| Kimstad 255:1                  | Hällristning                     |              | Kimstad, Östergötland |       | 58.503016, 15.972789 | 10044402550001 | Ladda upp en bild av detta fornminne      |
| Kimstad 259                    | Stensättning                     |              | Kimstad, Östergötland |       | 58.564705, 15.960905 | 12000000066897 | Ladda upp en bild av detta fornminne      |
| Kimstad 261                    | Grav övrig                       |              | Kimstad, Östergötland |       | 58.538396, 15.975868 | 12000000082283 | Ladda upp en bild av detta fornminne      |